# Daux
Daux es una comuna francesa situada en el departamento de Alto Garona en la región de Midi-Pyrénées. Esta comuna se sitúa a 20 kilómetros al noroeste de Toulouse. 

## Demografía
| 561                       | 570 | 642 | 535 | 682 | 660 | 710 | 697 | 711 | 682 | 645 | 599 | 601 | 599 | 576 | 545 | 566 | 510 | 506 | 450 | 373 | 476 | 489 | 446 | 466 | 509 | 479 | 577 | 785 | 1 059 | 1 144 | 1 253 | 1 712 |
| (Fuente: INSEE y Cassini) |     |     |     |     |     |     |     |     |     |     |     |     |     |     |     |     |     |     |     |     |     |     |     |     |     |     |     |     |       |       |       |       |

## Monumentos

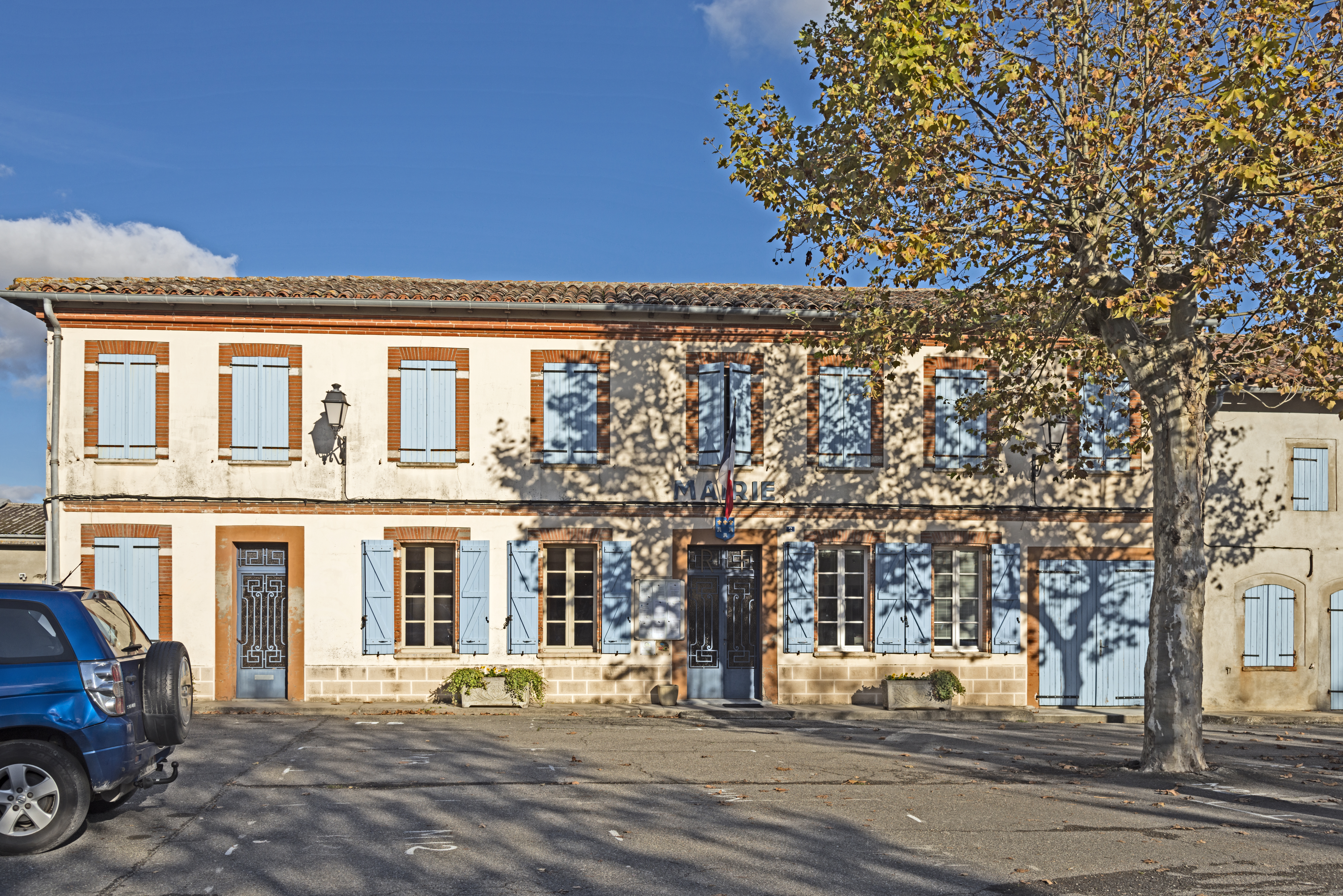
Ayuntamiento
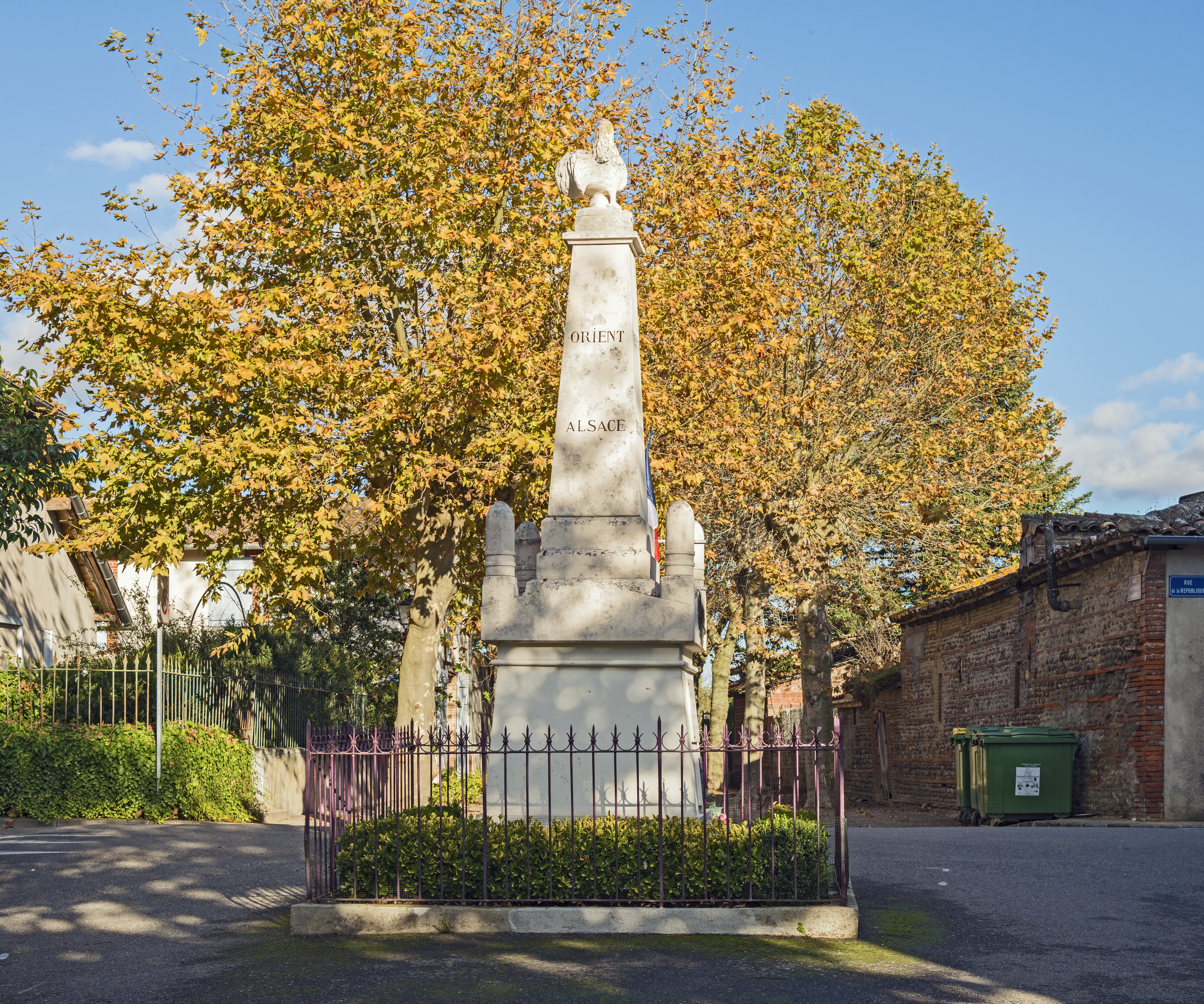
Monumento a los caídos
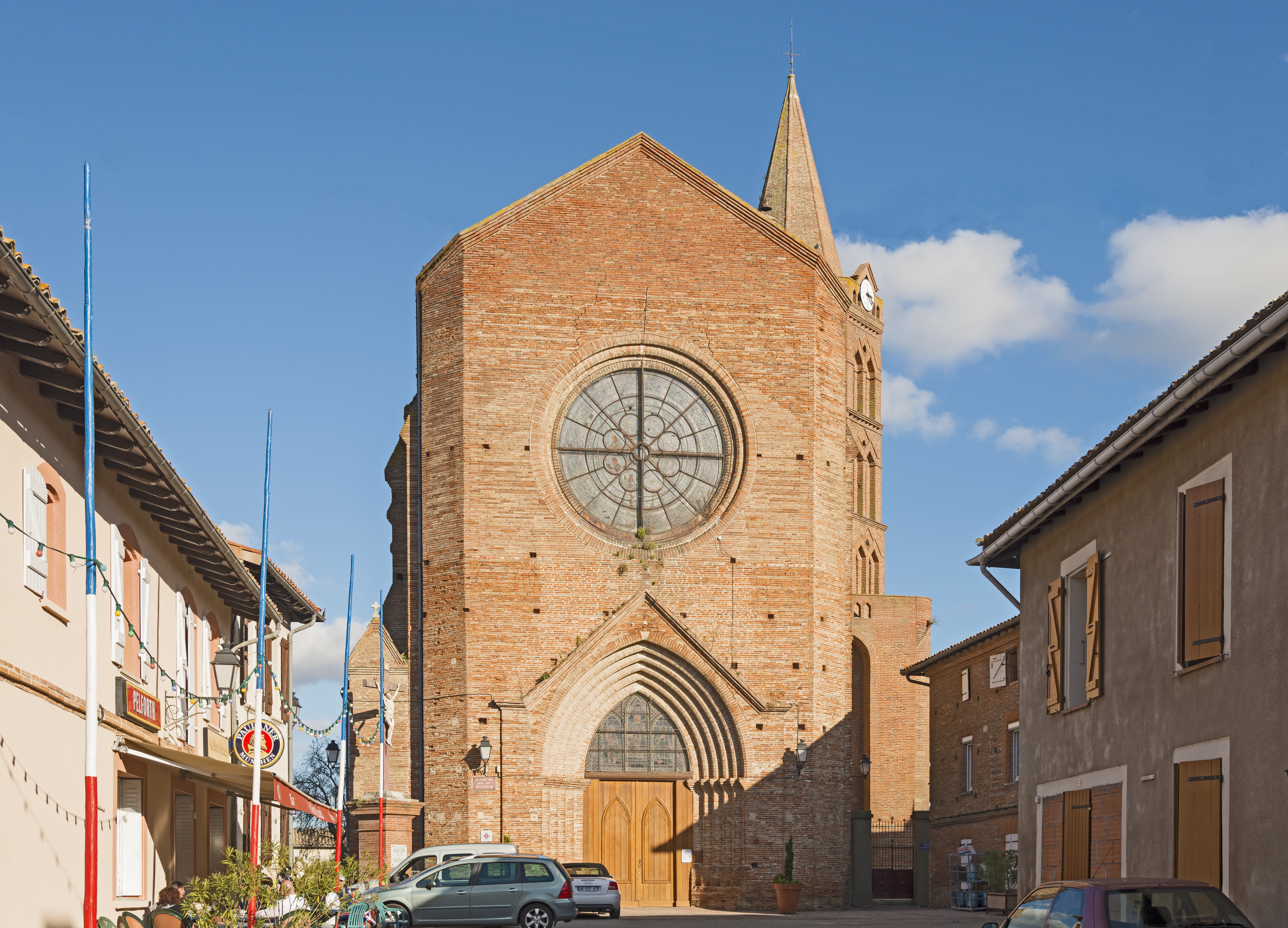
Iglesia
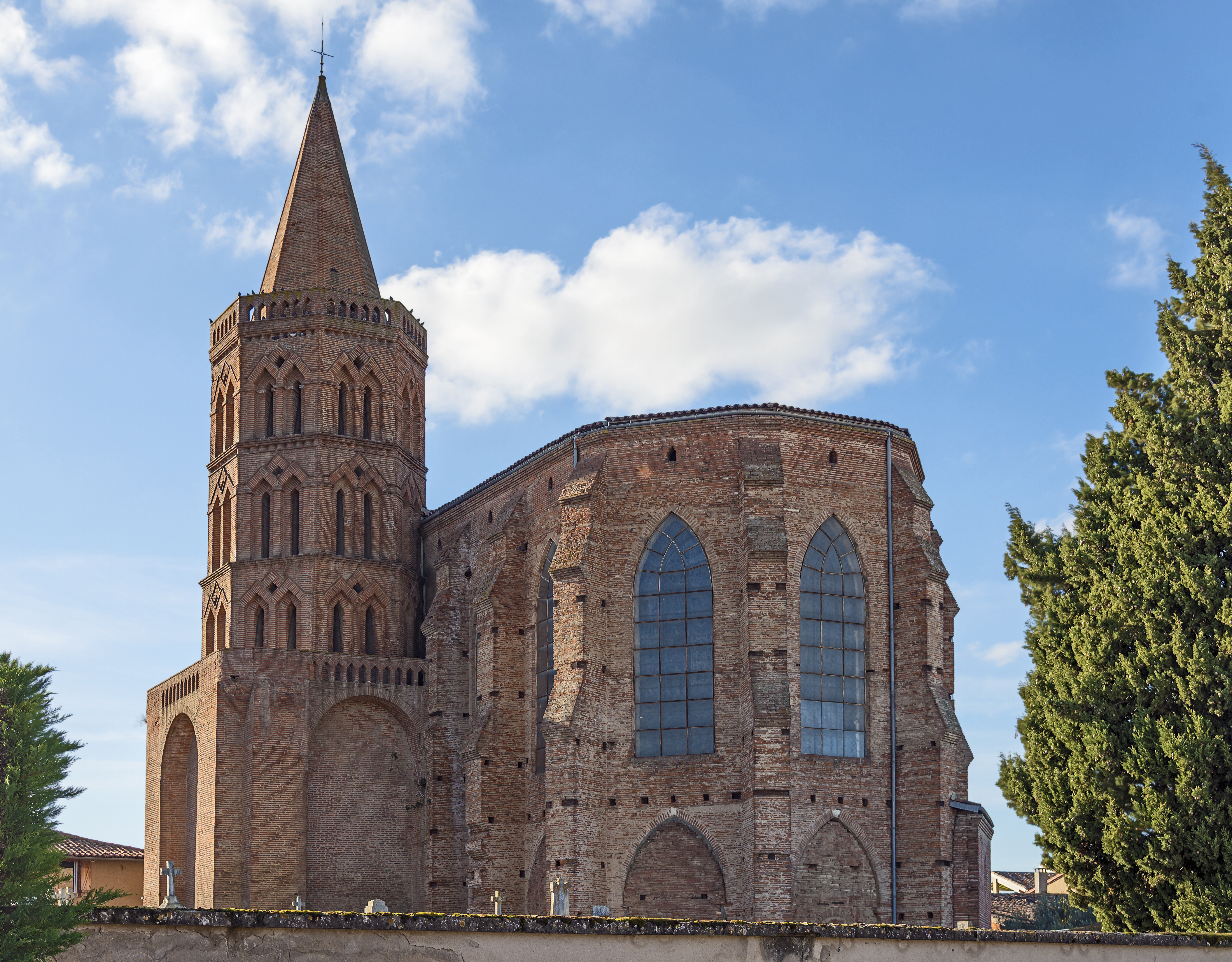
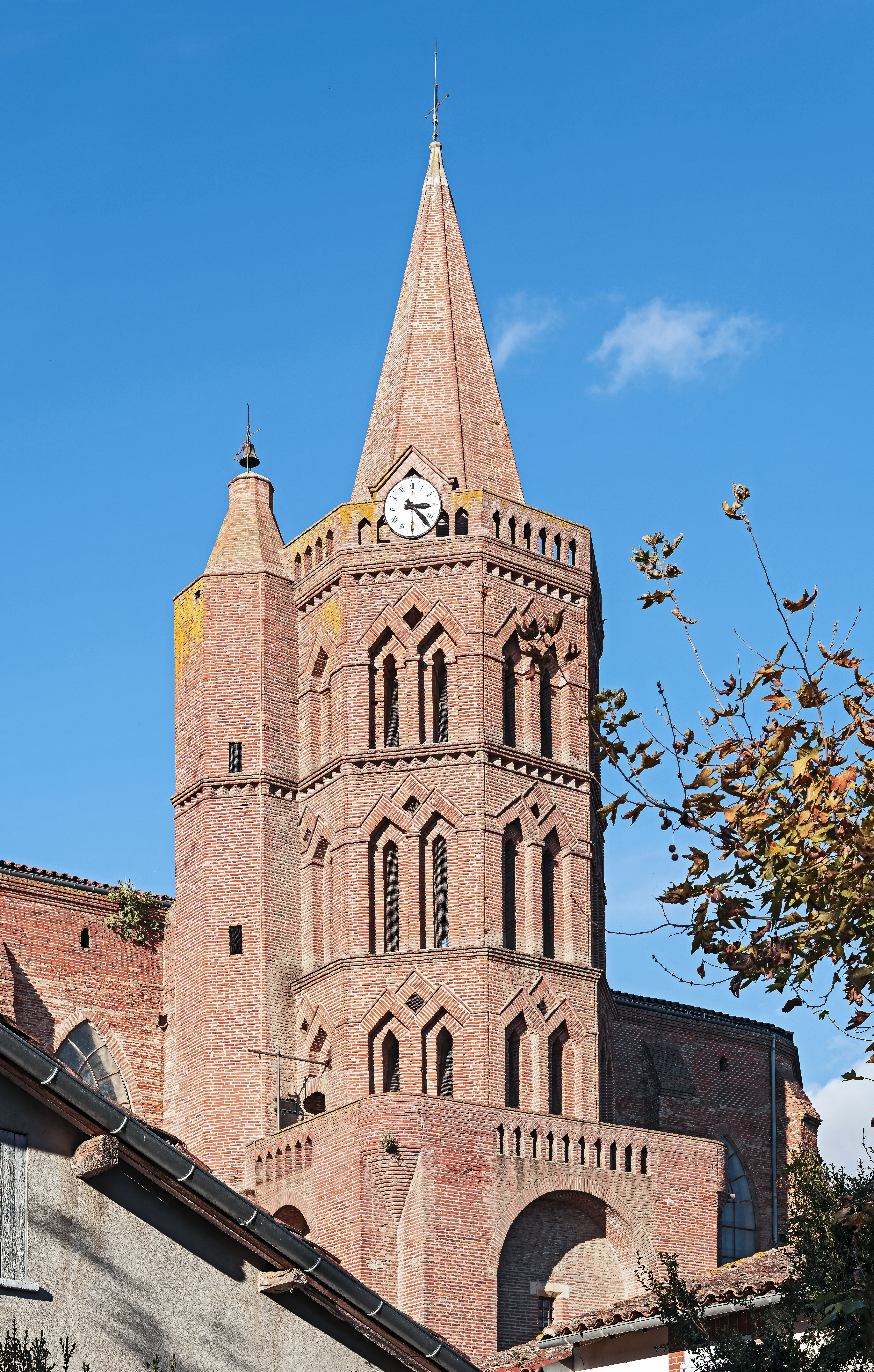